# Онтоји-Порт
Онтоји-Порт (фр. Antheuil-Portes) насеље је и општина у североисточној Француској у региону Пикардија, у департману Оаза која припада префектури Компјењ.
По подацима из 2011. године у општини је живело 422 становника, а густина насељености је износила 39,33 становника/km². Општина се простире на површини од 10,73 km². Налази се на средњој надморској висини од 87 метара (максималној 118 m, а минималној 60 m).

## Демографија
| 1962. | 1968. | 1975. | 1982. | 1990. | 1999. | 2011. |
| ----- | ----- | ----- | ----- | ----- | ----- | ----- |
| 194   | 270   | 246   | 290   | 386   | 416   | 422   |

График промене броја становника у току последњих година